# Панькін Валентин Єпіфанович
Валентин Єпіфанович Панькін (7 січня 1931, хутір Віхляєвський, тепер Новоаннінського району Волгоградської області, Російська Федерація — 5 червня 1997, селище Моніно Московської області, Російська Федерація) — радянський військовий діяч, генерал-полковник авіації, командуючий авіацією Київського військового округу. Депутат Верховної Ради УРСР 10—11-го скликання.

## Біографія
У 1949—1952 роках — курсант Батайського військового авіаційного училища льотчиків імені Сєрова Ростовської області.
З 1953 року — льотчик, старший льотчик, командир ланки.
Член КПРС з 1955 року.
У 1956—1959 роках — слухач Військово-повітряної академії у селищі Моніно Московської області.
Служив у Військово-повітряних силах Прибалтійського військового округу: командир ескадрильї, командир авіаційного полку, командир авіаційної дивізії.
У 1972 році закінчив Військову академію Генерального штабу Збройних Сил СРСР імені Ворошилова.
У 1972—1973 роках — заступник, у 1973—1974 роках — 1-й заступник командуючого 1-ї Особливої Далекосхідної повітряної армії.
У 1974 — грудні 1979 року — командувач 1-ї Особливої Далекосхідної повітряної армії.
У грудні 1979 — червні 1980 року — командувач 17-ї повітряної армії Київського військового округу. У червні 1980 — 1985 року — командувач авіації Червонопрапорного Київського військового округу.
У 1985 році закінчив Вищі академічні курси при Військовій академії Генерального штабу Збройних Сил СРСР.
У 1985—1990 роках — начальник Головного штабу Військово-повітряних сил СРСР — 1-й заступник головнокомандувача Військово-повітряних сил СРСР.
У 1990—1992 роках — старший групи військових спеціалістів СРСР (Російської Федерації) в Республіці Індія.
Потім — у відставці. Похований на Монінському військовому меморіальному цвинтарі.

## Звання
- Генерал-полковник авіації

## Нагороди
- Орден Червоної Зірки
- Орден «За службу Батьківщині в Збройних Силах СРСР» 2-го ст.
- Орден «За службу Батьківщині в Збройних Силах СРСР» 3-го ст.
- Медалі
- Заслужений військовий льотчик СРСР